# Ałatau Kuźniecki

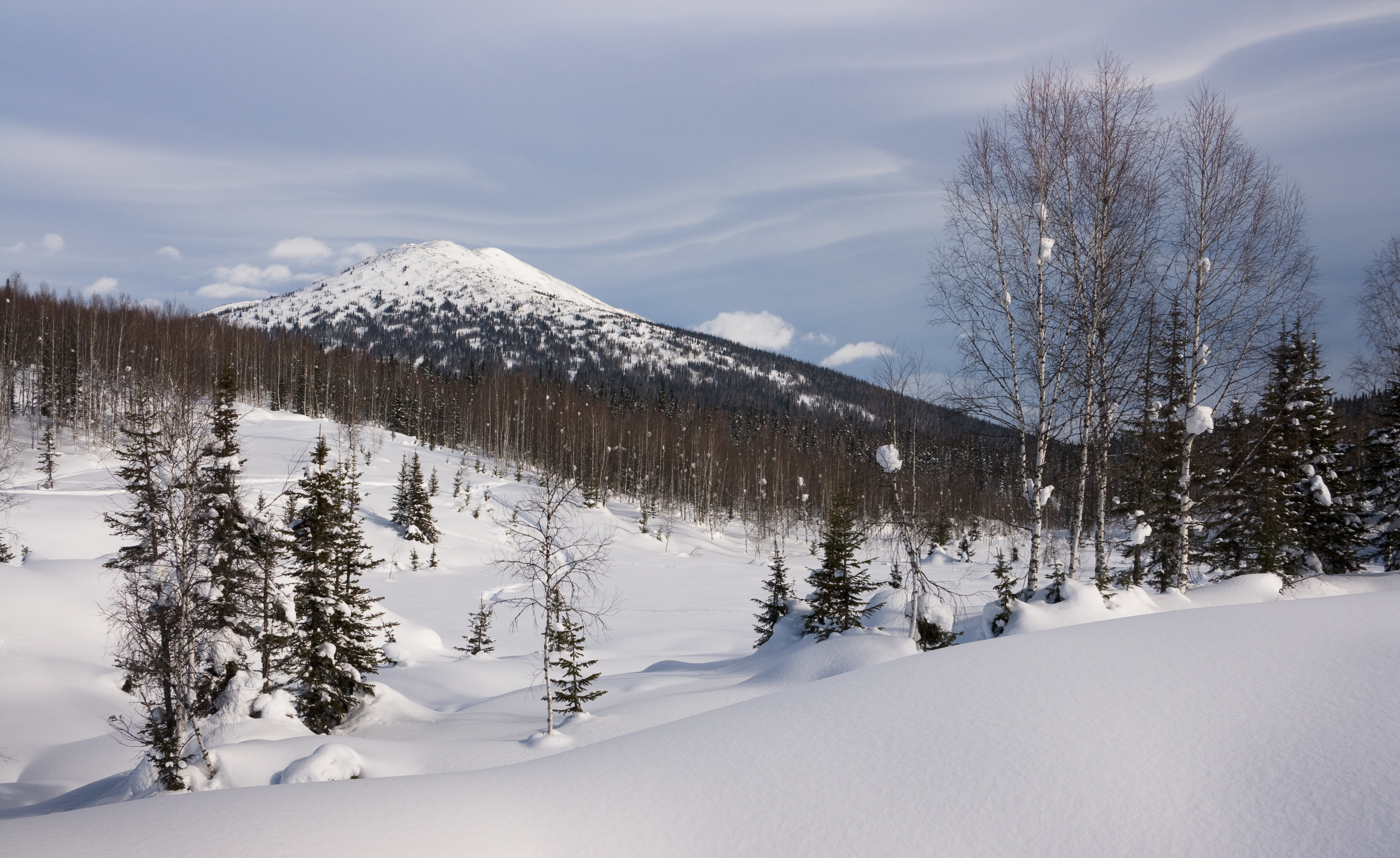
Ałatau Kuźniecki

Ałatau Kuźniecki – pasmo górskie na terytorium Rosji, w Syberii Południowej, pomiędzy rzeką Tom a rzeką Biały Ijus – źródłowym odcinkiem rzeki Czułym. Długość około 300 km. Zbudowane ze skał krystalicznych i osadowych, z licznymi intruzjami granitów i porfirów. Wznosi się do 2178 m n.p.m. (Wierchni Zub). Do 1600 m n.p.m. pokryte tajgą (świerk, limba syberyjska, jodła), która na stokach wschodnich przechodzi w lasy modrzewiowe i sosnowe; powyżej występuje tundra górska i gołoborza. Eksploatuje się tu bogate złoża rud żelaza, manganu i złota.
Na zachodnich zboczach pasma znajduje się Rezerwat „Ałatau Kuźniecki”, a u jego podnóża część Rezerwatu Chakaskiego.